# Simfonia núm. 2 (Xostakóvitx)
La Simfonia núm. 2 en si major, op. 14, subtitulada A l'Octubre, per a orquestra i cor mixt, fou composta per Dmitri Xostakóvitx per al 10è aniversari de la Revolució d'Octubre. Va ser estrenada per l'Orquestra Filharmònica de Leningrad i el cor de l'Acadèmia sota la direcció de Nikolai Malkó, el 5 de novembre de 1927 a Leningrad. El text és d'Aleksandr Bezimenski i fou una Comissió Estatal per a les celebracions del desè aniversari de la Revolució d'Octubre - subtitulada Proletaris del món, uniu-vos!. Jörg Morgener. Va ser guardonada amb un accèssit a la millor composició per a les celebracions d'aquest desè aniversari (el premi va quedar desert).
L'obra va ser molt aplaudida i el compositor va ser cridat quatre vegades a l'escenari. Però l'èxit es va apagar ràpidament i Xostakóvitx va rebutjar aquesta simfonia primerenca, no és clar si per motius musicals o polítics. Aviat va caure en l'oblit, per culpa del cada vegad més conservador Estat soviètic, fins que va ressorgir als anys 60 després de la mort de Stalin.
Després de l'estrena, Xostakóvitx va fer algunes revisions a la partitura, i aquesta versió final es va interpretar per primera vegada més tard a Moscou el mateix any sota la batuta de Konstantín Saràdjev.
Xostakóvitx va tornar a tractar més tard els esdeveniments de la Revolució d'Octubre en la seva Dotzena Simfonia, subtitulada L'any 1917.

## Estructura
La Segona Simfonia de Xostakóvitx és una obra experimental d'uns 20 minuts en un sol moviment, amb quatre seccions, l'última de les quals inclou un cor. Destaca per un estil gestual i geomètric, possiblement influenciat per la biomecànica de Meierhold. La seva textura sonora prima sobre el material temàtic, amb una escriptura propera a l'expressionisme abstracte. El final coral posa música a un text d'Aleksandr Bezimenski en exaltació de Lenin i la Revolució d'Octubre.

## Visió general
La Segona i Tercera Simfonia de Xostakóvitx han estat sovint criticades per incongruències en les seves seccions orquestrals experimentals i, més convencionalment, pels finals corals agitprop. A la Unió Soviètica es consideraven experiments, i des dels temps de Stalin el terme "experiment" no es considerava positiu. Molt més tard, Xostakóvitx va admetre que de les seves 15 simfonies, "dues, suposo, són completament insatisfactòries, això és la Segona i la Tercera". També va rebutjar la seva primera escriptura experimental en general com a "esforç erroni per l'originalitat" [el cicle de piano Aforismes] i "malalties dels infants" [la Segona i la Tercera Simfonia].
La Segona Simfonia va rebre l'encàrrec d'incloure un poema d'Alexander Bezymensky, que glorificava el paper de Lenin en la lluita del proletariat amb un estil rimbombant. El culte a Lenin, imposat des dels nivells més alts del Partit, va créixer a proporcions gegantines en els anys immediatament posteriors a la seva mort. L'obra es va titular inicialment "A l'octubre". Es va referir com un poema simfònic i una dedicatòria simfònica a l'Octubre. Es va convertir en A l'Octubre, una dedicatòria simfònica quan l'obra es va publicar el 1927. Només va ser coneguda com a "simfonia" molt més tard.
A la Rússia dels anys 1920, "Octubre" simbolitzava l'ideari revolucionari, associat a la llibertat i a la doctrina trotskista de la "revolució permanent".
Dmitri Xostakóvitx va rebre l'encàrrec de Dedicació a l'Octubre per al desè aniversari de la Revolució. Per evitar repetir l'estil de la seva Primera Simfonia, va optar per una obra breu d'agitació política, ajustada als criteris institucionals. La secció coral li va suposar dificultats.
A Occident, es va valorar la part orquestral, però no la coral. A la Unió Soviètica, l’obra va ser ben rebuda inicialment, però sense èxit durador.

## Instrumentació

### Vent fusta
- Piccolo
- Flautes 1 i 2
- Oboès 1 i 2
- Corn anglès
- Clarinets 1 i 2 en Si bemoll
- Clarinet baix
- Fagots 1 i 2

### Vent metall
- Trompes 1, 2, 3 i 4
- Trompetes 1, 2 i 3 en Do
- Trombons 1, 2 i 3
- Tuba

### Percussió
- Timbales
- Pandereta
- Caixa
- Triangle
- Plat
- Bombo
- Tambor tenor
- Tam-tam
- Xilòfon

### Altres
- Piano
- Cor

### Corda
- Violins primers
- Violins segons
- Violes
- Violoncels
- Contrabaixos[19]

## Enregistraments notables
Els enregistraments notables d'aquesta simfonia inclouen:
| Cor                          | Orquestra                                              | Director                     | Companyia discogràfica | Any de gravació | Format | Font               |
| ---------------------------- | ------------------------------------------------------ | ---------------------------- | ---------------------- | --------------- | ------ | ------------------ |
| Cantors ambrosians           | Reial Filharmònica                                     | John McCarthy / Morton Gould |                        | 1969            | Vinil  | Nominada al Grammy |
| Cor de la RSFSR              | Orquestra Filharmònica de Moscou                       | Kiríl·l Kondraixin           | Melodia                | 1972            | CD     | arkivmusic.com     |
| Cor Filharmònic de Londres   | Orquestra Filharmònica de Londres                      | Bernard Haitink              | Decca Records          | 1981            | CD     | arkivmusic.com     |
| Cor Acadèmic Republicà       | Orquestra Simfònica del Ministeri de Cultura de l'URSS | Guennadi Rojdéstvenski       | Melodia                | 1984            | CD     | arkivmusic.com     |
| Cor del Festival de Brighton | Reial Orquestra Filharmònica                           | Vladímir Aixkenazi           | Decca Records          | 1992            | CD     | arkivmusic.com     |
| London Voices                | Orquestra Simfònica de Londres                         | Mstislav Rostropóvitx        | Teldec                 | 1993            | CD     | arkivmusic.com     |
| Cor de la ràdio bavaresa     | Orquestra Simfònica de la Ràdio de Baviera             | Mariss Jansons               | Clàssics EMI           | 1994            | CD     | arkivmusic.com     |
| Cor WDR                      | Orquestra Simfònica WDR Colònia                        | Rudolf Barxai                | Clàssics brillants     | 1995            | CD     | arkivmusic.com     |
| Cor Filharmònica de Praga    | Orquestra Simfònica de Praga                           | Maksim Xostakóvitx           | Suprafon               | 2006            | CD     | arkivmusic.com     |
| Cor Mariinsky                | Orquestra del Teatre Mariinsky                         | Valeri Guérguiev             | Mariinski              | 2010            | SACD   | arkivmusic.com     |